# هز المهد: مصر 1978
هز المهد: مصر 1978 (بالإنجليزية: Rocking the Cradle: Egypt 1978) البوم مسجل من على المسرح لفريق الروك الأمريكي «غريتفول ديد»، تم تسجيل الألبوم في 15 و 16 سبتمبر 1978 عند سفح أهرامات الجيزة، مصر، وصدر الألبوم عام 2008.

## فريقغريتفول ديد
فريق روك أمريكي تشكل عام 1965 في كاليفورنيا. يشتهر الفريق بأسلوبه الإنتقائي الذي يدمج عناصر موسيقى الروك والفولك والكانتري والجاز وبلوجراس والبلوز، يشتهر الفريق أيضا بالعروض الحية والمعزوفات الطويلة؛ وله قاعدة كبيرة من المعجبين المخلصين، والمعروفة باسم «ديد هدز». إحتلت الفرقة المرتبة 57 حسب تصنيف مجلة رولينج ستون في قائمة «أعظم الفنانين في كل العصور». تم إدخال الفريق إلى قاعة مشاهير الروك آند رول عام 1994 وتم إضافة تسجيل حفلتهم في 8 مايو 1977 بقاعة بارتون هول في جامعة كورنيل إلى السجل الوطني لتسجيلات مكتبة الكونجرس في عام 2012. باع فريق جريتفول ديد أكثر من 35 مليون ألبوم حول العالم.

## خلفية وأداء الحفل
نشأت فكرة الحفل الموسيقي في إجازة إلى مصر قام بها مدير الفرقة ريتشارد لورين، وقام ببعض الأبحاث ولقاء مع جيهان السادات، سيدة مصر الأولى آنذاك، وبدأت الاتصالات مع الحكومة المصرية والأعمال الورقية والإجراءات اللوجستية. قال عازف الجيتار فيل ليش، واصفًا التخطيط: «لقد أصبح هذا المشروع نوعًا ما مشروعي، هناك قوة محفوظة من العالم القديم، والأهرامات هي الخيار الأول الواضح لأنه بغض النظر عما يعتقده أي شخص، فهناك بالتأكيد نوع من السحر حول الأهرامات»، وبدلاً من شحن جميع معدات الصوت المطلوبة من الولايات المتحدة، تم إستعارة شاحنة استوديو تسجيل متنقلة ذات 24 مسارًا من فريق الروك الإنجليزي «الهو» الموجودة في المملكة المتحدة. جهز طاقم فريق الجريتفول ديد معداتهم في المسرح المكشوف على الجانب الشرقي من تمثال أبو الهول العظيم، لمدة ثلاث ليالٍ من الحفلات الموسيقية. أشار الفريق إلى إعدادهم المسرحي باسم «مسرح الجيزة للصوت والضوء»، وتزامن أداء الليلة الأخيرة مع خسوف كلي للقمر. لعب عازف الدرامز بيل كروتزمان مع طاقم الفريق وجبيرة من الجبس حول معصمه المكسور، أثناء ركوب الخيل في منطقة الأهرام. تم تجهيز غرفة الملك في الهرم الأكبر المجاور بمكبر صوت وميكروفون في محاولة فاشلة لخلط الصدى الصوتي.
شارك في العرض وقبل ظهور الجريتفول ديد على المسرح، الضيف الموسيقي حمزة علاء الدين (Hamza El Din (1929-2006، هو موسيقى ومطرب نوبي عالمي وعازف على العود وآلة التار النوبية، وله شهرة عالمية ولكنها للأسف لم تصل إلى موطنه الأصلي مصر، وعندما ظهر على المسرح قال بالعربية، ولكنة نوبية: «شاكرين الضيافة يا إخواننا»، شاركه في الخلفية طلاب مدرسته في أبو سمبل وقرب نهاية فقرته بدأ جريتفول ديد في العزف.
أشار ليش إلى أنه لاحظ خلال العروض "عددًا متزايدًا من الشخصيات الغامضة التي تتجمع على حافة المنطقة المضيئة المحيطة بالمسرح والجمهور، وليس السكان المحليين، حيث كانوا جميعًا يرتدون نفس الثياب، وهو رداء غامق مغطى بالقلنسوة. اتضح أن هؤلاء هم البدو، فرسان الصحراء الرحل: جذبتهم الموسيقى والأضواء... ظلوا كل ليلة يرقصون ويتأرجحون بشكل إيقاعي طوال مدة العرض". يتذكر كروتزمان ويقول: "أصبحت مصر على الفور أكبر وأسوأ وأروع رحلة ميدانية قمنا بها خلال الثلاثين عامًا بأكملها كفريق... لقد كانت لا تقدر بثمن ومثالية، وبنصف مليون دولار، كانت الصفقة في النهاية، وإن كانت صفقة مكلفة للغاية.
لم يكن من المتوقع أن تكون الحفلات الموسيقية مربحة (تم التبرع بعائداتها لدائرة الآثار وجمعية خيرية إختارتها جيهان السادات). كان من المقرر أن يتم تعويض التكاليف عن طريق إنتاج ألبوم بثلاث اسطوانات، ولكن الأداء لم يكن بارعًا كما هو مخطط، والمشاكل الموسيقية والتقنية التي ابتليت بها التسجيلات. تم تأجيل النتائج حيث ركز الفريق بدلاً من ذلك على ألبوم استوديو جديد.

## صدور الألبوم
للإحتفال بالذكرى الثلاثين للحدث (1978 – 2008)، إختار المنتج جيفري نورمان التسجيلات القابلة للإستخدام التي تضمنت بعضًا من أفضل أغانيهم وخاصة من الليلة الأخيرة، لاصدارها في البوم يشمل عزف حمزة الدين. عنوان الألبوم له معنى مزدوج، يشير إلى مهد هزاز والحقيقة أن الجريتفول ديد كانوا يعزفون موسيقى الروك في مهد الحضارة.

## طاقم العزف والأداء على المسرح
فريق الجريتفول ديد
جيري جارسيا: جيتار رئيسي وغناء
دونا جان جودشو: غناء
كيث جودشو: لوحات المفاتيح (كيبورد)
ميكي هارت: طبول
بيل كروتزمان: طبول
فيل ليش: جيتار باس
بوب وير: جيتار إيقاعي  وغناء
الضيوف الموسيقيين
حمزة الدين: غناء وعود ورق وتصفيق في مقطوعة «أولين عراجيد»
كورال الشباب النوبى: غناء وتصفيق ودفوف في مقطوعة «أولين عراجيد»

## وصلات خارجية
https://www.youtube.com/watch?v=SZdrWd3iNnM هز المهد: مصر 1978
https://www.dead.net/features/release-info/rocking-cradle-grateful-dead-egypt-1978 هز المهد: مصر 1978
https://glidemagazine.com/12749/grateful-dead-5/ هز المهد: مصر 1978
https://www.allmusic.com/artist/hamza-el-din-mn0000556242 هز المهد: مصر 1978